# Abgar VIII
Abgar VIII d'Édesse, également connu sous le nom d'Abgar le Grand ou Abgar bar Ma'nu, était un roi arabe d'Osroene de 177 à 212,.

## Biographie
Abgar le Grand est surtout connu pour sa prétendue conversion au christianisme vers 200 apr. J.-C. et la déclaration du christianisme comme religion officielle de la ville à cette époque. Il a été suggéré qu'une croix montrée sur le diadème d'Abgar VIII dans les pièces de monnaie qu'il a frappées a une signification chrétienne.
A cette époque, Osroène était un État client de l'Empire romain. Avant qu'Abgar VIII ne prenne le trône, l'armée romaine avait réintégré Abgar VII et continuait d'avoir une présence importante dans la région. Néanmoins, les actions initiales d'Abgar VIII suggèrent qu'il n'était pas entièrement fidèle à Rome et qu'il n'était pas étroitement surveillé par Rome. Alors que les pièces d'Abgar VIII portent l'image de l'empereur romain Commode, les objectifs d'Abgar étaient de maintenir un degré d'indépendance et d'étendre autant que possible son influence géographique sans perturber les grandes puissances de Rome et de la Parthie.
Abgar VIII a soutenu Pescennius Niger en tant qu'empereur romain en 193 apr. J.-C. Cependant, Pescennius Niger fut rapidement contesté et déposé par l'empereur Septime Sévère. La soumission d'Abgar VIII à Septime Sévère est représentée sur l'Arc de Sévère à Rome. Il n'a pas été déposé, mais Osroene est devenu une province romaine et le royaume d'Abgar a été réduit à un état vassal contenant juste la ville d'Edesse. Abgar s'est entièrement réconcilié avec Septime Sévère et a ensuite été reçu avec honneur en tant qu'invité de Septime Sévère à Rome. Dans une démonstration supplémentaire de loyauté, Abgar VIII a pris le nom latin Lucius Aelius Aurelius Septimus.
Le christianisme s'est considérablement répandu à Édesse sous le règne d'Abgar VIII. La Chronique d'Édesse (540 apr. J.-C.) rapporte qu'un bâtiment d'église chrétienne à Édesse a été endommagé lors d'une inondation en novembre 201 apr. J.-C. Le philosophe chrétien Bardesane était membre de la cour d'Abgar VIII.
En 1904, Adolf von Harnack suggéra que Lucius de Grande-Bretagne, un dirigeant mentionné dans le Liber Pontificalis comme contemporain du pape Eleutherius, était en fait Abgar d'Edesse. Harnack a soutenu que ' Britanio ' a été écrit comme une extension erronée pour ' Britio ', une citadelle d'Edesse. La proposition de Harnack a été contestée par l'archéologue britannique David J. Knight, qui a soutenu qu'Abgar d'Édesse n'a jamais été appelé Lucius de Britio / Birtha dans les sources contemporaines.
À sa mort en 212 apr. J.-C., Abgar le Grand a été remplacé par son fils Abgar IX. Cependant, Abgar IX a été convoqué avec son fils à Rome en 213 apr. J.-C. et assassiné sur les ordres de Caracalla. Un an plus tard, Caracalla a mis fin à l'indépendance d'Osroene et l'a incorporée en tant que province dans l'Empire romain.